# Quelea-cardeal
A quelea-cardeal ou quelea-cardinal (Quelea cardinalis) é uma espécie de pássaro do gênero Quelea da família Ploceidae. É encontrada em Burundi, Congo, Etiópia, Quênia, Malawi, Ruanda, Sudão do Sul, Tanzânia, Uganda e Zâmbia.

## Descrição
A quelea-cardeal é um pequeno pássaro semelhante ao pardal com um bico preto (cerca de 10 cm de comprimento), que se reproduz em colônias. O macho em plumagem de reprodução tem uma cabeça vermelha estendendo-se para o peito, sem cobrir a nuca. A fêmea tem uma cor amarelada do rosto e a garganta listrada. A plumagem não-reprodutiva do macho é semelhante a da fêmea, mas mantém alguns traços em vermelho em sua cabeça.

## Taxonomia
Gustav Hartlaub foi o primeiro a descrever a quelea-cardeal, dando-lhe o nome científico Hyphantica cardinalis, em 1880, com base em amostras que foram recolhidas por Emin Pasha perto de Lado no atual Sudão do Sul, em 1879. Em 1951, Hans von Boetticher considera a quelea-cardeal e a quelea-de-cabeça-vermelha suficientemente diferentes da quelea-de-bico-vermelho para criar um novo gênero Queleopsis. O seu nome em swahili é kwelea kidari-chekundu.

### Filogenia
A filogenia molecular indica que os antepassados das espécies quelea poderiam ter se originado na Índia e migraram para a África. Com base em análises de DNA mais recentes, verificou-se que a quelea-de-cabeça-vermelha (Q. erythrops) forma um clado com a quelea-cardeal (Q. cardinalis), e este clado é de um grupo-irmão da quelea-de-bico-vermelho (Q. Quelea). O gênero Quelea pertence ao grupo de tecelões verdadeiros (subfamília Ploceinae), e é relacionado ao gênero Foudia, um gênero de seis ou sete espécies que ocorrem nas ilhas do oeste do Oceano Índico. Este clado é grupo-irmão das espécies asiáticas do gênero Ploceus. A seguinte árvore representa insights atuais nas relações entre as espécies de quelea e seus parentes mais próximos.
|  | Q. quelea                                                      |
|  |                                                                |
|  | \| \| Q. cardinalis \| \| \| \| \| \| Q. erythrops \| \| \| \| |
|  |                                                                |
|  | Q. cardinalis                                                  |
|  |                                                                |
|  | Q. erythrops                                                   |
|  |                                                                |

|  | Q. cardinalis |
|  |               |
|  | Q. erythrops  |
|  |               |

|  | Q. quelea                                                      |
|  |                                                                |
|  | \| \| Q. cardinalis \| \| \| \| \| \| Q. erythrops \| \| \| \| |
|  |                                                                |
|  | Q. cardinalis                                                  |
|  |                                                                |
|  | Q. erythrops                                                   |
|  |                                                                |

|  | Q. cardinalis |
|  |               |
|  | Q. erythrops  |
|  |               |

|  | Q. quelea                                                      |
|  |                                                                |
|  | \| \| Q. cardinalis \| \| \| \| \| \| Q. erythrops \| \| \| \| |
|  |                                                                |
|  | Q. cardinalis                                                  |
|  |                                                                |
|  | Q. erythrops                                                   |
|  |                                                                |

|  | Q. cardinalis |
|  |               |
|  | Q. erythrops  |
|  |               |

|  | Q. quelea                                                      |
|  |                                                                |
|  | \| \| Q. cardinalis \| \| \| \| \| \| Q. erythrops \| \| \| \| |
|  |                                                                |
|  | Q. cardinalis                                                  |
|  |                                                                |
|  | Q. erythrops                                                   |
|  |                                                                |

|  | Q. cardinalis |
|  |               |
|  | Q. erythrops  |
|  |               |